# Världsmästerskapen i bordtennis 2014
Världsmästerskapen i bordtennis 2014 spelades i Tokyo under perioden 18 april-5 maj 2014.

## Medaljsummering

### Discipliner
| Disciplin                        | Guld                                                      | Silver                                                                     | Brons                                                                                 |
| Herrarnas lagtävling Detaljer... | Kina Fan Zhendong Ma Long Wang Hao Xu Xin Zhang Jike      | Tyskland Timo Boll Patrick Franziska Steffen Mengel Dimitrij Ovtcharov     | Taiwan Chen Chien-an Chiang Hung-chieh Chuang Chih-yuan Huang Sheng-sheng Wu Chih-chi |
| Herrarnas lagtävling Detaljer... | Kina Fan Zhendong Ma Long Wang Hao Xu Xin Zhang Jike      | Tyskland Timo Boll Patrick Franziska Steffen Mengel Dimitrij Ovtcharov     | Japan Seiya Kishikawa Kenta Matsudaira Jun Mizutani Koki Niwa Masato Shiono           |
| Damernas lagtävling Detaljer...  | Kina Chen Meng Ding Ning Li Xiaoxia Liu Shiwen Zhu Yuling | Japan Sayaka Hirano Yuka Ishigaki Kasumi Ishikawa Sakura Mori Saki Tashiro | Hongkong Doo Hoi Kem Jiang Huajun Lee Ho Ching Ng Wing Nam Tie Ya Na                  |
| Damernas lagtävling Detaljer...  | Kina Chen Meng Ding Ning Li Xiaoxia Liu Shiwen Zhu Yuling | Japan Sayaka Hirano Yuka Ishigaki Kasumi Ishikawa Sakura Mori Saki Tashiro | Singapore Feng Tianwei Li Siyun Isabelle Yee Herng Hwee Yu Mengyu                     |

### Medaljligan
| Pl.   | Nation           | Guld | Silver | Brons | Totalt |
| ----- | ---------------- | ---- | ------ | ----- | ------ |
| 1     | Kina             | 2    | 0      | 0     | 2      |
| 2     | Japan            | 0    | 1      | 1     | 2      |
| 3     | Tyskland         | 0    | 1      | 0     | 1      |
| 4     | Kinesiska Taipei | 0    | 0      | 1     | 1      |
| 4     | Hongkong         | 0    | 0      | 1     | 1      |
| 4     | Singapore        | 0    | 0      | 1     | 1      |
| Total | Total            | 2    | 2      | 4     | 8      |

### Fotnoter
1. ↑  ”ITTF calendar”. ittf.com. Arkiverad från originalet den juni 16, 2011. https://web.archive.org/web/20110616210319/http://www.ittf.com/_front_page/ittf2.asp?category=calendar. Läst 13 februari 2013.